# 蝶理
蝶理株式会社（ちょうり）は、大阪市中央区淡路町に本社を置く繊維・化成品の専門商社である。東レの連結子会社。東証プライム上場（親子上場）。

## 概要
繊維商社の老舗、化学品事業を加え事業拡大中。化学品や機械など中国ビジネスに強い。

## 沿革
- 1861年 京都西陣において生糸問屋として創業。
- 1948年 設立。
- 1952年 大阪市東区（現中央区）に移転。
- 1959年 大阪証券取引所に上場。
- 1961年 東京証券取引所に上場。
- 1987年 東京支社を東京本社と改称、東西両本社制とする。
- 1993年 中国初の現地法人「蝶理上海」を設立。
- 2004年 東レ株式会社が公開買付にて旭化成株式会社より当社株式を取得したことにより、東レ株式会社の連結子会社となる。
- 2005年 海外法人「蝶理（中国）商業有限公司」を上海に設立。
- 2007年 蝶理情報システムをキヤノンソフトウェアに売却。[2]
- 2010年 ダッカ（バングラデシュ）に事務所を開設。
- 2011年 マニラ（フィリピン）、ソウル（韓国）に事務所を開設。
- 2011年 蝶理コム（蝶理のシステム運用を担当、100%子会社）から事業を譲受し、蝶理コムを解散[3]。

## 関係会社

### 国内
- 蝶理MODA株式会社 - アパレル製品の企画・開発
- 株式会社東京白ゆり會 - 婦人既製服の企画・卸売
- 株式会社アサダユウ - 自動車内装資材・梱包資材販売
- ミヤコ化学株式会社 - 化学品の商社
- 蝶理マシナリー株式会社 - 輸送機器の販売
- 蝶理GLEX株式会社 - 化学品専門商社
- 株式会社小桜商会 -　潤滑油原料・界面活性剤原料の販売商社
- 澄蝶株式会社 - 化学原料の販売
- 株式会社ビジネスアンカー - 事務受託業
- 株式会社STX - 繊維関連商品（衣料品、繊維原料等）の製造、販売
- 株式会社エルトップ - 紳士･婦人服裏地・付属卸

### 海外
- 上海北蝶服飾有限公司　婦人服（布帛）製造
- 蝶理（蘇州）材料科技有限公司　化学分析業務・プロセス改良
- MEGACHEM LIMITED　化学品専門商社
- 北京星蝶装備有限公司　化工設備・部品他の卸販売、輸入、技術サービス等
- 大連愛克商務管理有限公司 - 事務受託業